# Clark Gregg
Robert Clark Gregg (sinh ngày 2 tháng 4 năm 1962) là một nam diễn viên, đạo diễn, biên kịch kiêm lồng tiếng người Mỹ. Ông được biết đến qua vai Phil Coulson trong các phim thuộc Vũ trụ Điện ảnh Marvel. Ông cũng từng góp mặt trong Iron Man (2008), Iron Man 2 (2010), Thor (2011), The Avengers (2012) và loạt phim truyền hình Agents of S.H.I.E.L.D.. Robert là diễn viên có tổng thời gian diễn dài nhất trong Vũ trụ điện ảnh Marvel.